# Шевченківська сільська територіальна громада (Черкаська область)
Шевченківська сільська територіальна громада — територіальна громада в Україні, в Звенигородському районі Черкаської області. Адміністративний центр — село Шевченкове.
Площа громади — 123,2 км², населення — 4424 мешканці (2018).
Утворена 8 серпня 2018 року шляхом об'єднання Будищенської, Пединівської, Тарасівської та Шевченківської сільських рад Звенигородського району.
Згідно з розпорядженням Кабінету Міністрів України від 12.06.2020 № 728-р до складу громади була включена Боровиківська сільська рада Звенигородського району.

## Населені пункти
У складі громади 6 сіл: Боровикове, Будище, Демкове, Пединівка, Тарасівка, Шевченкове та 3 селища: Кононове-Івасів, Шампанія, Юркове.